# كيم (رواية)
كيم رواية للشاعر والروائي الإنكليزي رُدْيارْد كِبْلِنْغ، نشرت سنة 1901 م.
قوامُها مغامرات يتيم إيرلندي يرافق راهباً بوذياً من التيبت في رحلة قام بها إلى جبال همَلايا بحثاً عن «نهر الشّفاء» المقدّس.

## ملخص
تدور أحداث القصة بعد الحرب الأنجلو أفغانية الثانية (التي انتهت في عام 1881) وقبل الحرب الثالثة (1919) ربما في الفترة من عام 1893 إلى عام 1898.
كيم (كيمبال أوهارا) ابن يتيم لجندي أيرلندي (كيمبال أوهارا الأب رقيب ألوان سابق) وأم أيرلندية فقيرة (مربية أطفال سابقة في منزل عقيد) ماتوا في فقر. عاش كيم حياةً متشردة في الهند تحت الحكم البريطاني في أواخر القرن التاسع عشر يقتات على التسول وقضاء بعض المهمات الصغيرة في شوارع لاهور. يعمل أحيانًا لدى محبوب علي تاجر خيول بشتوني وأحد عملاء المخابرات البريطانية الأصليين. كيم أسمر البشرة ومنغمس في الثقافة المحلية لدرجة أن القليلين يدركون أنه أبيض البشرة.
يصادق كيم لاما تبتيًا مُسنًا في سعيه لتحرير نفسه من عجلة الأشياء بالعثور على "نهر السهم" الأسطوري. يصبح كيم تلميذه (شيلا) ويرافقه في رحلته التي تبدأ بالسير على طول طريق الجذع الكبير. في الطريق يتعرف كيم على اللعبة الكبرى ويجنده محبوب علي لنقل رسالة إلى رئيس جهاز المخابرات البريطانية في أومبالا.
التقى كيم بفوج والده وتعرّف عليه أثناء المسيرة. بدافع الفضول تسلل إلى المكان بينما كان الجنود يُخيّمون ليلًا. أُلقي القبض عليه وظنّوه لصًا لكن قسيس الفوج تعرّف عليه من خلال شهادته الماسونية المُخاطة في تميمة يرتديها حول عنقه. بعد أن علم اللاما بعلاقة كيم بالفوج أصرّ على امتثال الصبي لخطة القسيس بإرساله إلى مدرسة إنجليزية في لكناو. يتكفل اللاما وهو رئيس دير سابق بتكاليف تعليم كيم.
طوال سنوات دراسته ظل كيم على اتصال بالرجل المقدس الذي أحبه. كما تدرب على التجسس (ليصبح مساحًا) أثناء إجازته المدرسية على يد لورغان صاحب وهو نوع من فاجن الخيري في متجره للمجوهرات في شيملا. وكجزء من تدريبه أُعطي كيم نظرة سريعة على صينية مليئة بأشياء مختلطة وملاحظات أُضيفت أو أُزيلت وهي هواية لا تزال تُسمى "لعبة كيم" وتُسمى أيضًا "لعبة الجواهر". ومن أجزاء هذا التدريب الأخرى التنكر والدراسة الدقيقة للسكان الهنود واللباس والسلوك المميزين وحتى "كيفية البصق" للتخفي أو كشف المتنكرين. كما رافق محبوب علي في إحدى العطلات المدرسية وعندما أثبت براعته في التجسس على مدينة بيكانير وتقييم كيفية الاستيلاء عليها أقنع محبوب علي رئيسه العقيد كريتون المتشكك بأن الصبي مستعد.
بعد ثلاث سنوات من الدراسة بدأ كيم المشاركة في اللعبة الكبرى وانضم إلى الخدمة السرية براتب 20 روبية شهريًا. عاد كيم للانضمام إلى اللاما وبناءً على طلب رئيسه هوري تشوندر موخيرجي قاما برحلة إلى جبال الهيمالايا حتى يتمكنوا من محاولة معرفة ما يفعله اثنان من عملاء المخابرات الروسية أحدهما روسي والآخر فرنسي هناك. حصل كيم على خرائط وأوراق وأشياء مهمة أخرى من العملاء الروس الذين يعملون على تقويض السيطرة البريطانية على المنطقة. أقنع موخيرجي العملاء الروس بتعيينه كمرشد. عندما ضرب الروسي اللاما في وجهه هاجم كيم الرجل ثم هرب عندما أطلق عليه النار بينما تخلى الحمالون الغاضبون عن المجموعة وأخذوا اللاما بعيدًا إلى بر الأمان.
أدرك اللاما أنه ضل طريقه. كان من المفترض أن يكون بحثه عن نهر السهم في السهول لا في الجبال فأمر الحمالين بإعادتهما. هنا يُعالج كيم واللاما بعد رحلتهما الشاقة. يُسلم كيم الوثائق الروسية إلى هوري ويأتي محبوب علي بقلق للاطمئنان على كيم.
يجد اللاما نهره ويقتنع بأنه قد حقق التنوير ويريد أن يشاركه مع كيم.

## الشخصيات
- كيمبال "كيم" أوهارا ابن يتيم لجندي أيرلندي بطل الرواية "أبيض فقير أفقر الفقراء"
- كيمبال أوهارا الأب والد كيم
- تيشو لاما لاما تبتي رئيس دير سوتش زين السابق في جبال الهيمالايا الغربية في رحلة روحية
- محبوب علي تاجر خيول غيلزاي بشتوني وجاسوس للبريطانيين
- العقيد كريتون ضابط في الجيش البريطاني وعالم إثنولوجيا وجاسوس
- لورغان صاحب تاجر جواهر وجاسوس من شيملا
- هوري تشوندر موخيرجي (هوري بابو أيضًا بابو) عميل مخابرات بنغالي يعمل لصالح البريطانيين الرئيس المباشر لكيم
- القس آرثر بينيت قسيس كنيسة إنجلترا للفرقة المافريكس الفوج الأيرلندي الخيالي الذي ينتمي إليه والد كيم
- الأب فيكتور القسيس الكاثوليكي الروماني لجماعة مافريكس
- حنيفة ساحرة تؤدي طقوس استحضار الشيطان لحماية كيم
- إي23 - جاسوس مطارد للبريطانيين يساعده كيم من خلال إخفائه بفعالية

## التقييم النقدي
يعتبرها الكثيرون تحفة كبلينج إلا أن الآراء تختلف حول اعتبارها أدبًا للأطفال أم لا. يخلص روجر سيل في تاريخه لأدب الأطفال إلى أن " كيم هي تجسيد لعبادة الطفولة في العصر الفيكتوري لكنها تتألق الآن بنفس القدر من السطوع كما كانت دائمًا بعد فترة طويلة من انهيار الإمبراطورية."
حول إعادة إصدار الرواية عام 1959 بواسطة ماكميلان كتب الناقد "إن كيم كتاب قام بالعمل عليه على ثلاثة مستويات. إنها قصة مغامرة. إنها دراما صبي يعيش على طريقته الخاصة تمامًا. وهي التفسير الصوفي لهذا النمط من السلوك." ويخلص هذا الناقد إلى أن " كيم ستصمد لأنها بداية مثل كل النهايات الرائعة."
اعتبر نيراد سي. تشودري أن هذه القصة هي أفضل قصة (باللغة الإنجليزية) عن الهند مشيرًا إلى تقدير كيبلينج للقوة البيئية "للبيئة المزدوجة للجبال والسهل. وهو مفصل غير قابل للكسر بين جبال الهيمالايا وسهل الجانج الهندي".
في عام 1998 صنفت مكتبة مودرن رواية كيم في المرتبة 78 على قائمتها لأفضل 100 رواية باللغة الإنجليزية في القرن العشرين. في عام 2003 أدرج الكتاب في استطلاع بي بي سي "القراءة الكبرى" لأفضل رواية محبوبة في المملكة المتحدة.

## التكيفات
- أصدر فيلم مقتبس من الرواية من إنتاج شركة مترو جولدوين ماير من إخراج فيكتور سافيل وإنتاج ليون جوردون في عام 1950. وقد قام بتعديله كل من هيلين دويتش وليون جوردون وقام ببطولته إرول فلين ودين ستوكويل وبول لوكاس وروبرت دوغلاس وتوماس جوميز وسيسيل كيلاواي.
- في عام ١٩٦٠ عُرضت نسخة ملونة مدتها ساعة واحدة من رواية كيم ضمن مسلسل "قصة شيرلي تيمبل" على قناة أن بي سي. جسّد توني هيج شخصية كيم وأدى مايكل ريني دور الكابتن كريتون وألان نابير دور العقيد ديفلين.
- أنتج نسخة فيلم تلفزيوني من كيم من إنتاج شركة لندن للأفلام في عام 1984. أخرجه جون ديفيز وقام ببطولته بيتر أوتول وبريان براون وجون ريس ديفيز وجوليان جلوفر ورافي شيث في دور كيم.
- عدل الكتاب بواسطة لعبة الكمبيوتر "كيم" التي صدرت عام 2016.

## تحيات وأعمال مستوحاة منكيم
- يصوّر الجزء الأول من رواية روبرت أ. هاينلاين "مواطن المجرة" الصادرة عام ١٩٥٧ فتىً ذكيًا من أبوين غامضين يعيش في كوكب إقطاعي ويقوده جاسوس بين النجوم. يسكن هذا الكوكب فقراء وباعة متجولون ونخب ثرية وتتشابه بدايته مع كيم في جوانب عديدة.
- تتضمن سلسلة روايات بول سكوت الرباعية راج (1966-1975) قصة فرعية تعكس قصة كيم : حيث يرسل صبي هندي إلى إنجلترا من قبل والده الثري لتربيته بطريقة تجعل الإنجليز غير قادرين على معرفة أنه هندي عندما يعود.
- رواية "لعبة الإمبراطورية" لبول أندرسون عام ١٩٨٥ وهي آخر روايات سلسلة دومينيك فلاندري مستوحاة بشكل فضفاض من رواية كيم . ومثل روايات السلسلة الأخرى تدور أحداث الرواية في إمبراطورية مجرية مستقبلية.
- فيلما العميل الإمبراطوري (1988) والنصر الأخير (1989) للمخرج تيميري ن. موراري هما تكملة لفيلم Kim .
- يستخدم تيم باورز في روايته ديكلير التي صدرت عام 2001 شخصية كيم كمصدر للإلهام والعبارات المقتبسة.
- في رواية اللعبة (الكتاب السابع من سلسلة ماري راسل) التي كتبها لوري ر. كينج عام 2004 تسافر بطلة الرواية وزوجها شيرلوك هولمز إلى الهند بحثًا عن كيمبال أوهارا الذي التقى به هولمز بعد أحداث "المشكلة الأخيرة".
- رواية ستيفن جولد الصادرة عام ٢٠١١ بعنوان "سيجما السابع" مبنية على الرواية. تتناول الرواية قصة صبي صغير (يُدعى كيم) يربيه معلم فنون قتالية وينخرط في العمل الاستخباراتي. استُخدمت اقتباسات من كيم كعناوين للفصول.
- رواية ستيفن ألتر " اللعبة الأعظم " التي صدرت عام 2025 هي تكملة لرواية كيبلينج " كيم" وتقع أحداثها في فترة زمنية تتراوح بين بضعة أشهر قبل وبضعة أشهر بعد استقلال الهند في 15 أغسطس 1947.[7]

## تكريمات
تمت تسمية مدينة كيم كولورادو تكريمًا للكتاب.
وُلد الجاسوس البريطاني المنشق كيم فيلبي باسم هارولد فيلبي في أمبالا التي كانت آنذاك تابعة للهند البريطانية. أطلق عليه والده وهو عضو في الخدمة المدنية الهندية لقب "كيم" لمخالطته الخدم.

## المصدر
- كيم - موسوعة المورد، منير البعلبكي، 1991

## روابط خارجية
- كيم على موقع الموسوعة البريطانية (الإنجليزية)